# Богдановка (Хакасия)
Богдановка — деревня в Бейском районе. Находится в 32 км к юго-западу от райцентра — села Бея, на реке Киндирла. Численность населения — 131 чел. (01.01.2004), в основном русские.
Село основано в конце XVIII века староверами-молоканами, переехавшими сюда из села Иудино (ныне село Бондарево). Название происходит от фамилии одного из переселенцев. До Октябрьской революции жители Богдановки входили в коммуну «Культура». В 1936 был образован колхоз им. Стаханова. В настоящее время сельскохозяйственных предприятий в Богдановке нет.

## Население
| 2002 | 2010 |
| ---- | ---- |
| 132  | ↘91  |